# Bessa parallela
Bessa parallela là một loài ruồi trong họ Tachinidae.